# 외레순 다리

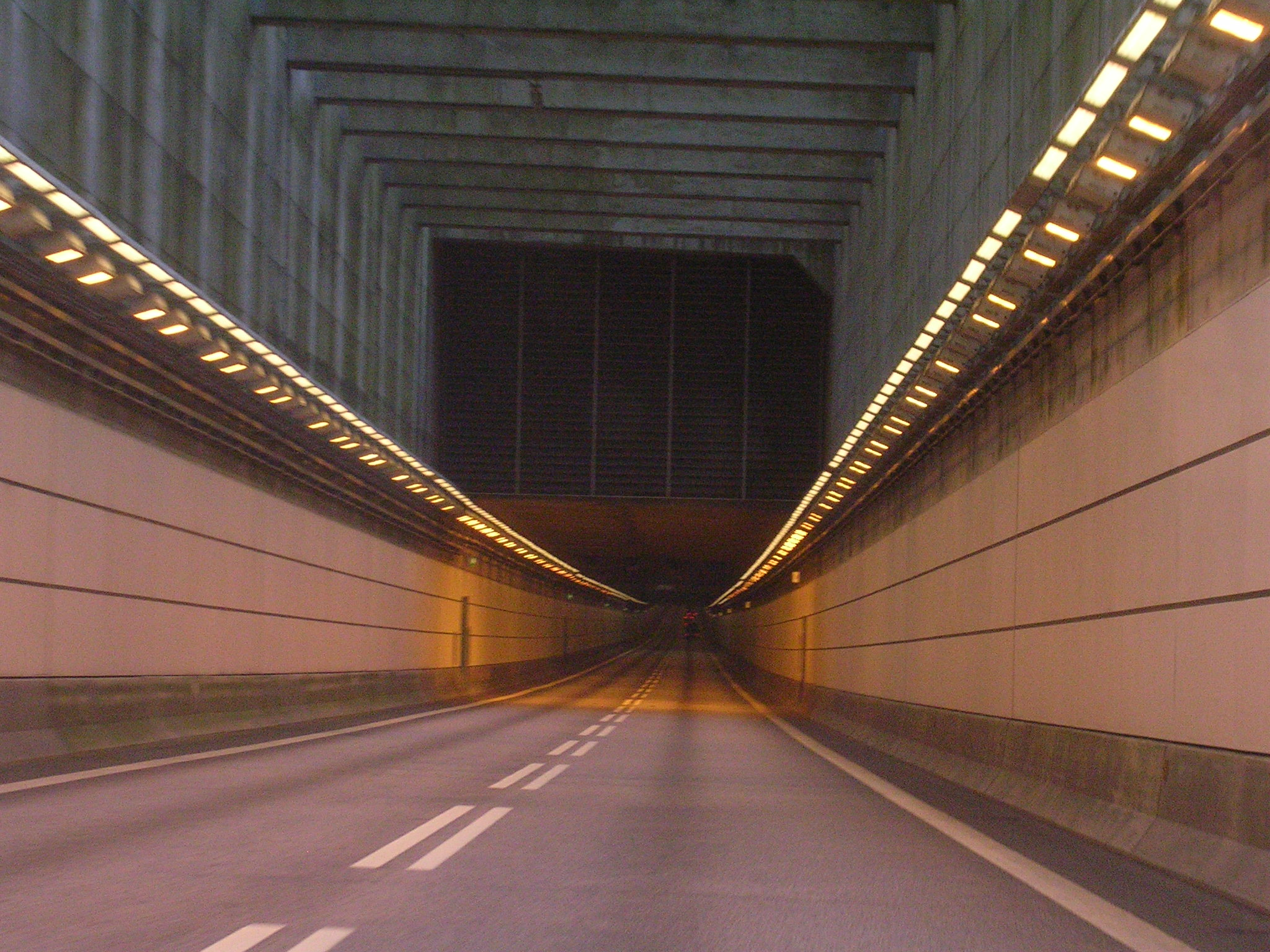
해저 터널

외레순 다리(덴마크어: Øresundsbroen, 스웨덴어: Öresundsbron, 양국 공통: Øresundsbron)는 외레순 해협에 걸친 도로·철도 병용교이다. 바로 이어지는 드로그덴 터널과 함께 덴마크 코펜하겐과 스웨덴 말뫼를 잇는다. 도로 부분은 유럽 고속도로 20호선, 철도 부분은 외레순 선의 일부이다. 유럽의 도로·철도 병용교로서는 가장 길다.
코펜하겐 공항을 드나드는 비행기와 간섭하지 않도록 하기 위해서 코펜하겐 쪽은 인공 섬인 페베르홀름(덴마크어: Peberholm→후추 섬)을 경유하여 해저 터널로 지난다. 다리 중간으로 국경선이 지나지만, 솅겐 조약 때문에 국경 통과 절차는 없다. 스웨덴 쪽에서는 세관 검사가 이따금씩 있지만, 덴마크 쪽은 없다.

## 역사
1995년부터 건설이 시작되었으며, 1999년 8월 14일 완공되었다. 완공을 축하하기 위하여 덴마크 왕세자 프레데리크, 스웨덴 왕세녀 빅토리아가 다리 가운데에서 만났다. 개통되기 전 2000년 6월 12일 덴마크 아마게르와 스웨덴 스코네 사이에서 다리를 건너는 하프 마라톤이 열려서 79871명이 참가하였다. 공식 개통 행사는 2000년 7월 1일에 열렸으며, 덴마크 국왕 마르그레테 2세와 스웨덴 국왕 칼 16세 구스타프가 초청되었다. 개통식 바로 다음 날부터 영업을 시작하였다. 해안 지반에서 제2차 세계 대전 때 터지지 않은 16발의 폭탄과 어긋난 터널 등 공사 난이도는 높았지만, 완공 예정 3개월 전에 완공되었다.
비싼 요금 때문에 초기 교통량은 적었지만, 2005년과 2006년에 급속히 증가하였다. 말뫼의 집값이 덴마크보다 쌌기 때문에 덴마크인들이 말뫼 지역에서 집을 사서 덴마크로 통근하기 시작했기 때문이다. 2009년 4월 기준 승용차 요금은 275 덴마크 크로네, 395 스웨덴 크로나, 38 유로이며 정기권 승차 시 75%까지 할인받을 수 있다. 2007년 약 2500만명이 다리를 이용했으며, 도로 1520만명 철도 960만명이다.

## 구조

### 다리

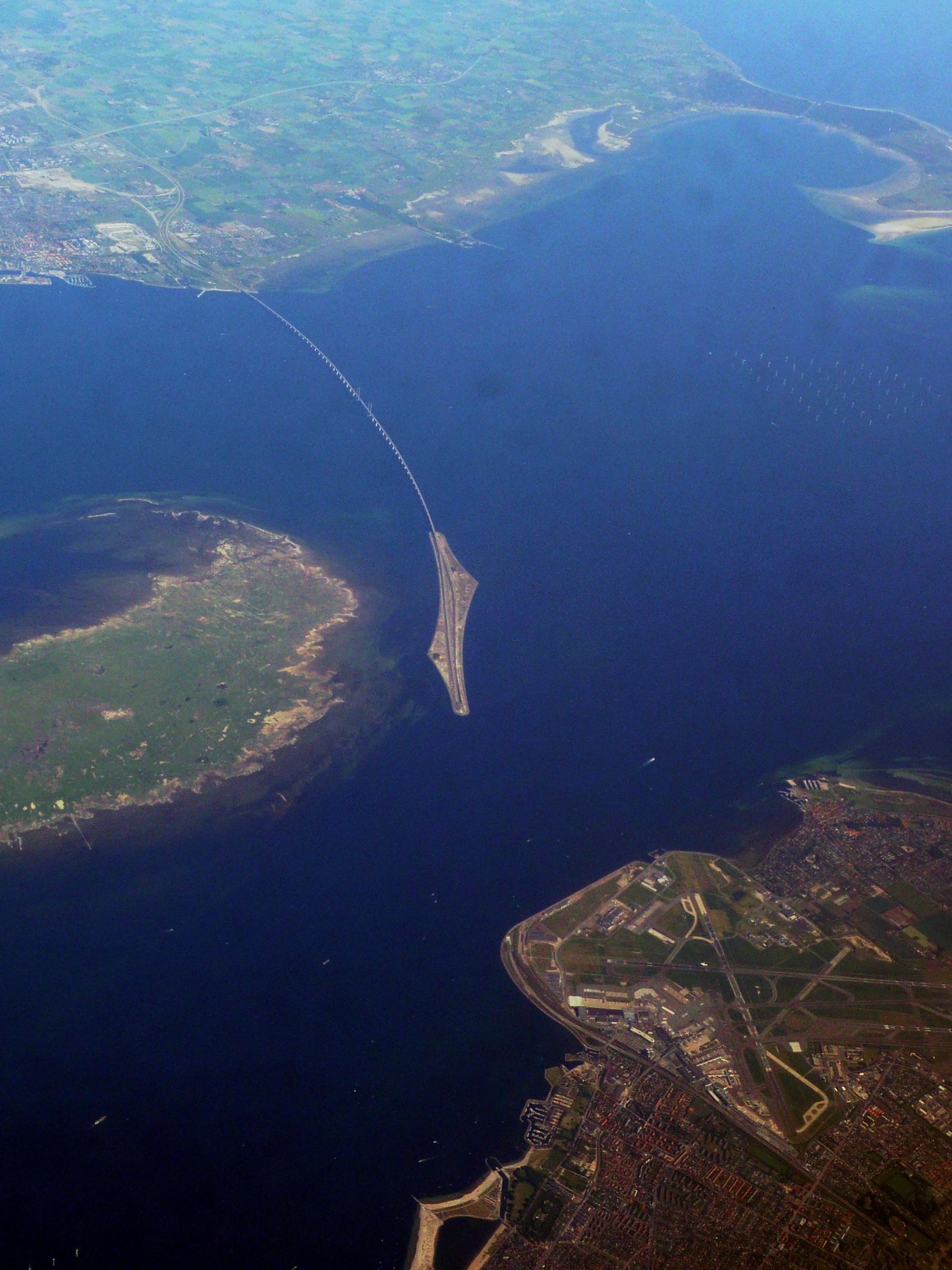
외레순 다리 항공 사진

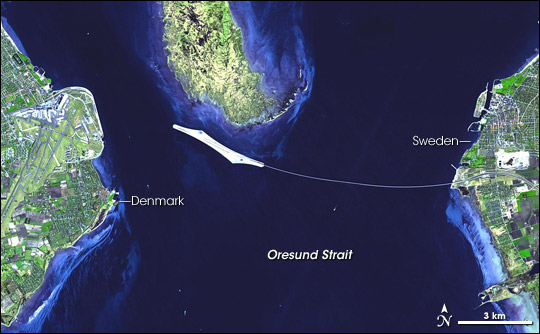
외레순 다리 위성 사진

총 길이는 7845 m이며, 다리는 스웨덴과 덴마크까지의 절반까지 간다. 덴마크-스웨덴 국경선은 스웨덴 쪽에서 5.3 km 떨어져 있다. 구조물 총 질량은 82,000 t이며, 다리 전체적으로 수평 거더가 걸쳐 있으며 4차선 도로와 복선 철도를 지지한다. 140 m 간격으로 설치된 교각이 3개의 사장교 주탑까지 거더를 지지한다. 사장교 주 탑의 높이는 204 m이며, 다리 아래 높이는 57 m이다. 대부분의 선박은 장애물이 없는 드로그덴 터널 위를 통과한다. 주탑 사이 거리 490 m는 세계 최장 거리이다. 거더 및 사장교 디자인을 통하여 철도 교통의 중량을 지탱한다.

### 페베르홀름
드로그덴 터널로 들어가기 전 인공 섬 페베르홀름(후추 섬)을 통과한다. 근처에 있는 자연 섬 살트홀름(소금 섬)의 이름과 쌍을 이루기 위해서 덴마크에서 이 이름을 붙였다. 페버홀름은 자연 보호 구역으로, 스웨덴 쪽에서 교량터널 공사 중에 나온 골재로 건설하였다. 섬의 길이는 약 4 km이며, 평균 폭은 500 m이다.

### 드로그덴 터널

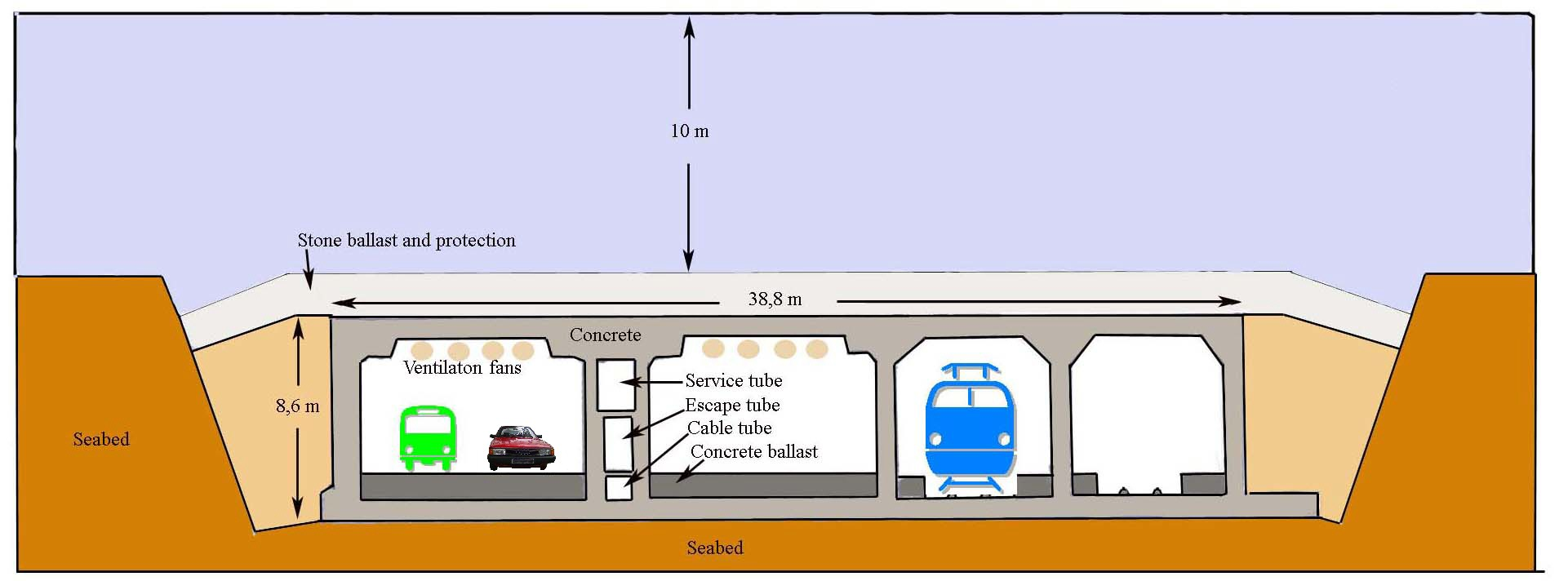
터널 단면

페베르홀름과 아마게르 섬 사이는 드로그덴 터널(Drogdentunnelen)로 연결된다. 터널 총 길이는 4050 m이고, 해저 터널 3510 m, 양쪽 진입 터널 270 m으로 나뉘어 있다. 해저 터널은 20개의 사전 시공된 콘크리트 조각으로 만들어졌고, 터널의 총중량은 55,000 t이다. 콘크리트 조각은 해저에서 연결되었다. 두 단선 터널은 철도가 사용하고, 다른 두 단선 터널은 각 방향 도로가 사용하며, 다섯 번째 작은 비상용 터널이 있다. 각 터널은 수평으로 배치된다.

## 철도
철도는 SJ와 DSBFirst가 공동으로 운영하며, 지역 교통 회사 스코넷트라피켄(Skånetrafiken)도 운영에 참가한다. 타 국가 차량도 진입할 수 있다. 스웨덴과 덴마크의 철도 신호 및 전압이 다르기 때문에 두 국가 모두를 이동할 수 있는 별도 차량이 필요하다. 스웨덴 쪽에서는 일부 복전압 지원 SJ X2 차량을 사용한 X 2000 열차와 인터시티 열차를 운행한다. 주간 배차 간격은 20분, 야간 배차 간격은 1시간이다. 출퇴근 시간에는 배차가 좀 더 짧아진다. 일부 화물 열차도 이 구간을 통과한다.
철도 교통량이 증가하면서 선로 용량이 포화 상태까지 가고 있지만, 다리 쪽보다는 연결선 쪽 문제가 더 크다. 다리 양 끝 역에서 교통량이 증가하며, 특히 말뫼 중앙역은 교통 혼잡을 개선하기 위하여 시티 터널을 공사하였고, 2010년 12월 4일 완공하여 12일부터 영업을 개시하였다. 시티 터널 완공 이후 코펜하겐 방면 열차는 말뫼 쉬드 스보예르토르프 역에 정차하지 않는다.
철도는 표준궤 복선이며, 최고 속도 시속 200km이다. 덴마크 쪽 터널 구간에서는 최고 속도가 더 낮아진다. 두 국가 사이의 서로 다른 철도 환경 때문에 여러 조치가 취해졌다. 스웨덴 쪽 다리 끝에서 스웨덴 전압 교류 15kV 16.7Hz를 덴마크 전압 교류 25kV 50Hz로 바꾼다. 다리 구간은 스웨덴 ATC 신호를 사용하고, 페버홀름 섬 및 터널 구간에서는 덴마크 ZUB 123 신호를 사용한다. 스웨덴은 철도가 좌측, 덴마크는 철도가 우측 통행을 하므로 종착역인 말뫼 중앙역에서 방향을 바꾸었다. 새로운 말뫼 도시 터널이 건설되면서 스웨덴 구간도 우측 통행을 사용한다.

## 재정

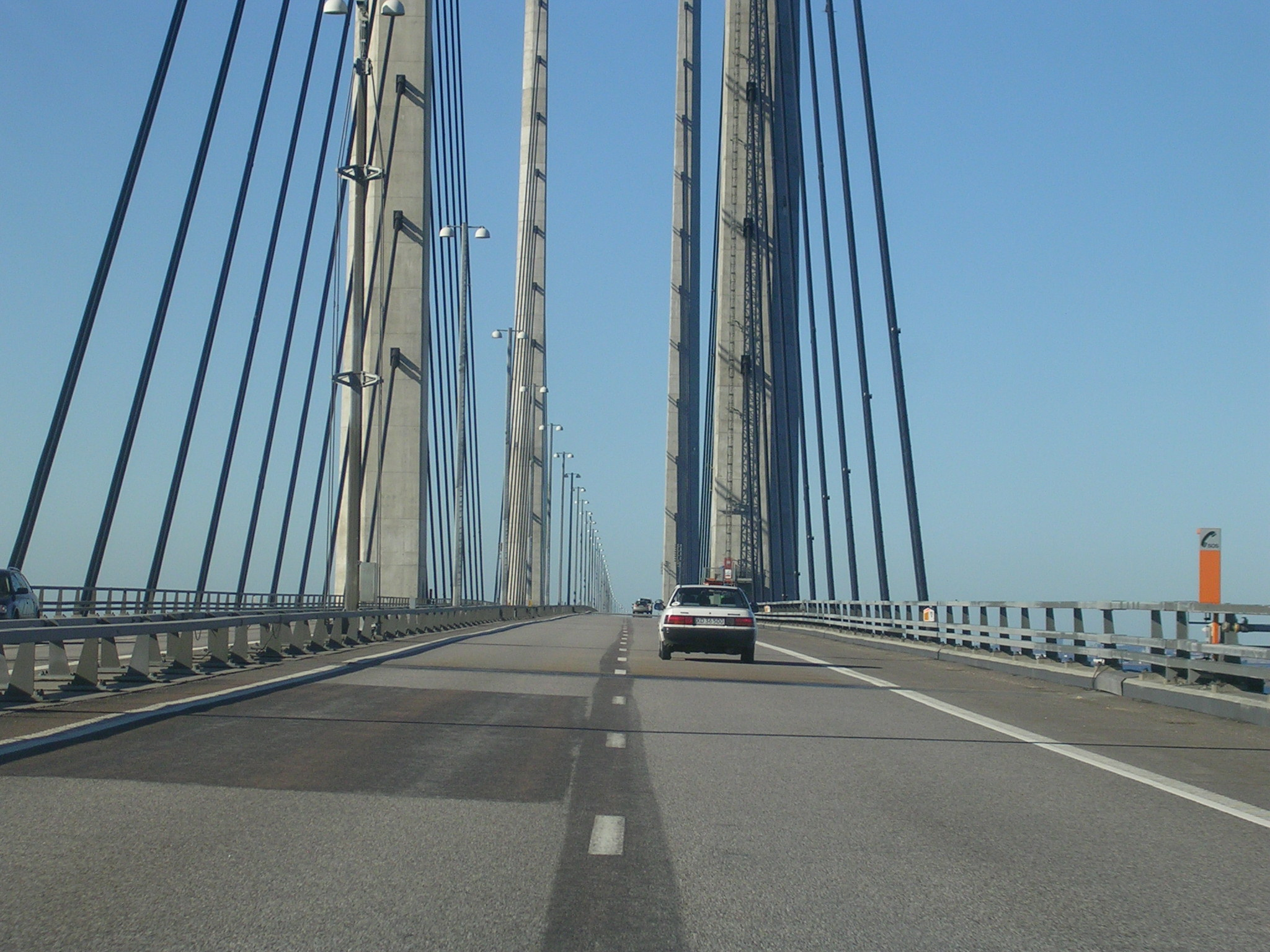
다리 상부

2000년 가격 기준으로 외레순 다리 건설 비용은 301억 덴마크 크로네가 들었으며, 2035년까지 투자 비용을 회수할 예정이다. 스웨덴 쪽에서는 말뫼 도시 터널을 건설하기 위해서 94억 5천만 스웨덴 크로나를 사용했으며, 2011년 완공 예정이다.
외레순 다리 관리 회사는 덴마크와 스웨덴 정부가 반씩 소유하고 있으며, 통행료가 유일한 수입원이다. 통행료 인상 이후가 되어서야 대출 이자 및 원금 상환을 시작할 수 있게 되었으며, 약 30년 정도 걸릴 예정이다. 교량과 터널 건설에는 세금을 사용하지 않았으며, 연결선 건설에는 세금을 사용하였다. 덴마크 쪽에서는 공항과 철도를 건설하는 데 연결선을 사용하였다. 말뫼 도시 터널은 도시 남부에 새로운 철도를 연결하였다.

### 요금
다음 요금은 2009년 4월, 무할인 편도 요금 기준이다.
| 차량                    | 덴마크 크로네 | 스웨덴 크로나 | 유로 |
| ----------------------- | ------------- | ------------- | ---- |
| 이륜차                  | 150           | 220           | 21   |
| 승용차                  | 275           | 395           | 38   |
| 밴                      | 550           | 790           | 75   |
| 소형 버스 (6-9미터)     | 550           | 790           | 75   |
| 대형 버스 (9미터 이상)  | 1145          | 1675          | 157  |
| 소형 트럭 (9-20미터)    | 795           | 1170          | 109  |
| 대형 트럭 (20미터 이상) | 1190          | 1755          | 163  |
| 열차                    | 78            | 98            | 9    |

스웨덴 쪽 가격은 덴마크 크로네/스웨덴 크로나 환율 변동으로 인상되었다.
다른 교통 수단에 비해 요금이 비싸다는 비판이 있었다. 현재 요금은 다리 건설 이전의 페리 요금과 비슷한 수준이며, 현재도 헬싱보리-헬싱외르 사이에는 페리가 다니고 있다. 노란색 표시가 되어 있는 요금소 차선은 덴마크 크로네, 스웨덴 크로나, 노르웨이 크로네, 유로, 파운드, 달러, 스위스 프랑으로도 요금을 결제할 수 있다.

## 같이 보기
- 스토레벨트 다리